# Indipendenti Regionali
Per Indipendenti regionali, in Italia, si intende il complesso di aziende di distribuzione cinematografica che operano su un numero ridotto di province, e che distribuiscono, anche riunendosi in network temporanei, prodotti locali che soffrono spesso di scarsa visibilità e hanno "un debole potere di penetrazione".
Queste aziende si riunivano, in passato, sotto sigle come il GADIR (Gruppo autonomo distributori regionali), attivo dal 1969 al 1972 o il CIDIF (Consorzio italiano distributori indipendenti film), che aveva l'obiettivo di «far fronte all'espansione incontrollata delle grandi major» e ha terminato l'attività durante gli anni Duemila.